# Bejaarde

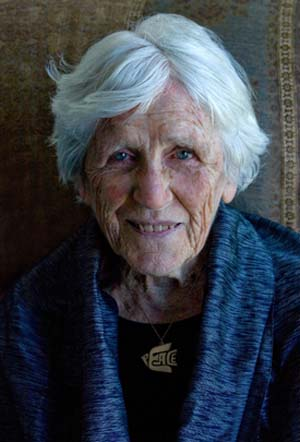
Deze vrouw, gefotografeerd ter gelegenheid van haar 100ste verjaardag, is in veler ogen bejaarde

Een bejaarde, soms ook senior, is iemand van gevorderde leeftijd. Voor deze levensfase wordt 65 jaar en ouder bedoeld. Als men ouder is dan 80 jaar, dan is men hoogbejaard. De benamingen oudere en bejaarde worden anno 2021 soms door elkaar gebruikt, ook omdat de geschiedenis van de zorg voor beide groepen veel overlap en raakvlakken vertoont. Het begrip oude van dagen (mv. ouden van dagen) voor mensen boven de 50 is verouderd en wordt nauwelijks nog gebruikt.
Bejaardheid wordt vaak geassocieerd met allerlei lichamelijke ongemakken als gevolg van de leeftijd en het afhankelijk zijn van hulpmiddelen als een wandelstok, looprek, rollator, maaltijden van tafeltje-dek-je en meer medicijngebruik. Dit gaat echter lang niet voor alle bejaarde mensen op. Veel ouderen zijn gezonder en fitter dan hun ouders op dezelfde leeftijd. Belangrijke factoren hierbij zijn, behalve erfelijke aanleg, sociale omgeving en levensstijl. Als men gedurende het leven geplaagd werd door allerlei opgelopen of erfelijke ziektes of gebreken kan dit gevolgen hebben voor de gezondheid en de levensverwachting als oudere. Ook als een persoon zich te buiten ging aan een ongezonde en risicovolle levensstijl. Zoals te veel en ongezond eten, roken, veel alcohol drinken en ander druggebruik, kan dit zijn kwaliteit van leven beïnvloeden en zijn levensverwachting bekorten. Verder kan de manier van sporten zoals die bij veel topsporten gebruikelijk is een negatieve invloed hebben op de latere gezondheid.
Door de toegenomen medische mogelijkheden kunnen steeds meer ouderdomsziekten worden verlicht of zelfs genezen, wat bijdraagt aan een hogere levensverwachting. Dit verandert echter niets aan het feit dat het leer- en aanpassingsvermogen van veel ouderen met de jaren afneemt.

## Referentie
1. ↑  J. Schreuder, R. J. van Zonneveld (1970). Medische gerontologie. Van Gorcum en Comp.

eicel · zygote · embryo · foetus · baby · peuter · kleuter · kind · puber · adolescent · volwassene · oudere · bejaarde